# Saukampen (Lom)
Saukampen ist ein Berg in der Kommune Lom in der südnorwegischen Fylke Innlandet. Seine Höhe beträgt 1.684 m.

## Lage
Der Berg liegt etwa acht Kilometer (Luftlinie) südwestlich der Ortschaft Sjoa, bei diesem Ort zweigt die Landesstraße 257 von der Europastraße 6 ab.
Er liegt auch im Einzugsbereich des Flusses Sjoa.
Etwa 50 Kilometer westlich befindet sich der Jotunheimen-Nationalpark.